# Indiana University-Purdue University Indianapolis

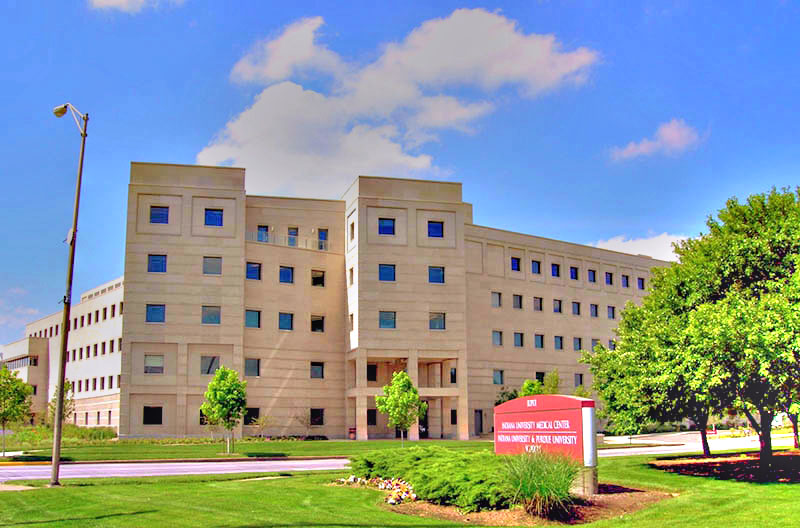
Informatik-Gebäude auf dem Campus

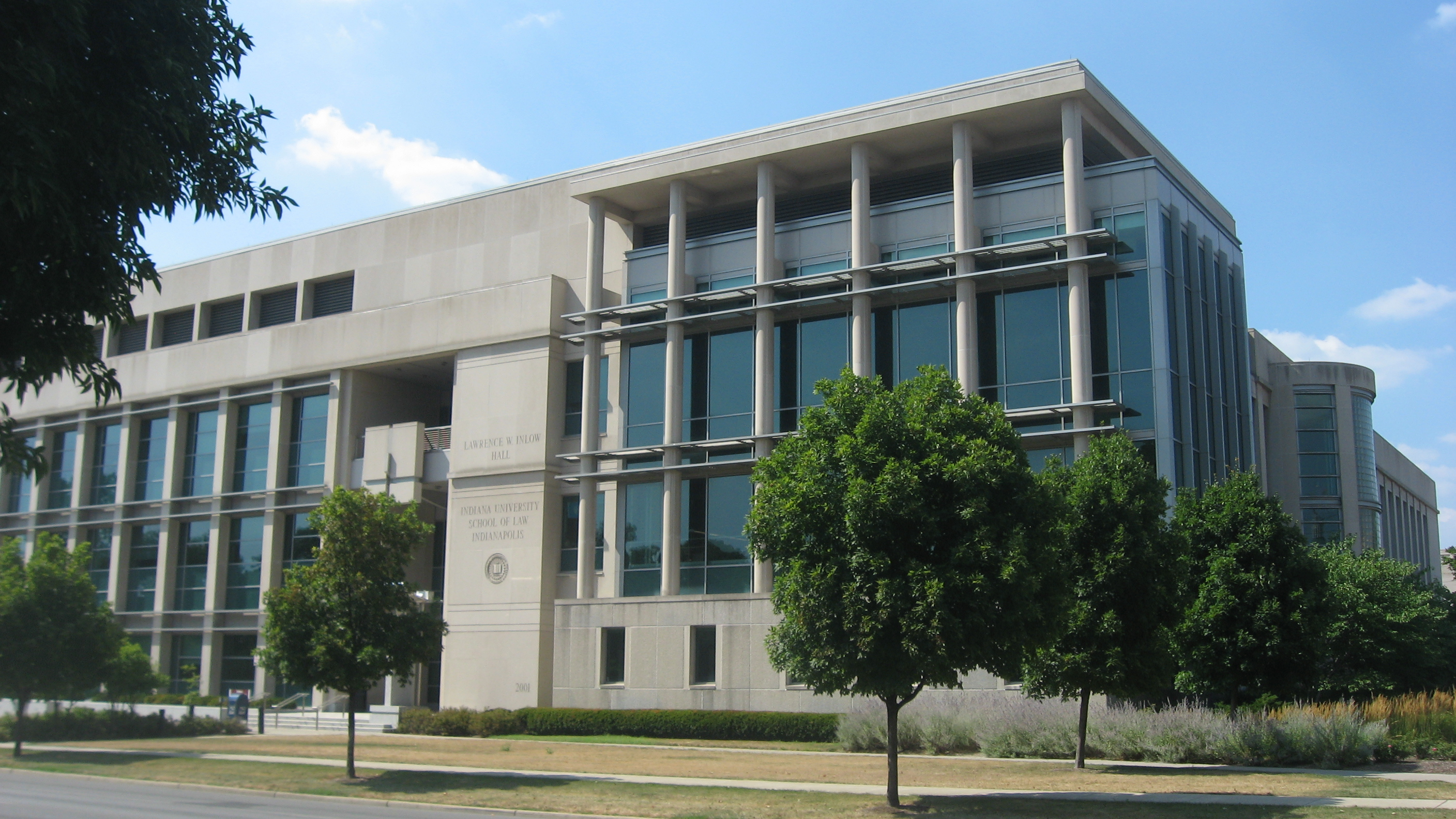
2001 erbautes Gebäude der Jurasabteilung

Die Indiana University – Purdue University Indianapolis (IUPUI) war eine gemeinsam von Indiana University und Purdue University geführte Universität mit Sitz in Indianapolis. Die Hochschule entstand 1969 aus dem Zusammenschluss verschiedener staatlicher und privater Hochschulen.
Im August 2022 gaben die Systeme der Indiana University und der Purdue University bekannt, dass sie die IUPUI in zwei separate Institutionen aufteilen würden, von denen jede eine von einem System betrieben würde. Die Trennung trat am 1. Juli 2024 in Kraft. Die meisten akademischen Programme der IUPUI wurden an die neue Indiana University Indianapolis übertragen, wobei die Programme in Informatik, Ingenieurwissenschaften und Technologie an die neue Purdue University in Indianapolis übertragen wurden.

## Studienangebot
Das Studienangebot umfasst unter anderem:
- Arbeitsstudien
- Bibliotheks- und Informationswissenschaften
- Geisteswissenschaften
- Gesundheit und Rehabilitationsdienste
- Informatik
- Ingenieurwesen und Technologie
- Journalismus
- Kunst und Design (Herron School of Art and Design)
- Medizin
- Musik (Jacobs School of Music)
- Naturwissenschaften
- Öffentliche und Umweltangelegenheiten
- Pädagogik
- Pflege
- Rechtswissenschaften
- Sport und Tourismusmanagement
- Zahnmedizin
- Wirtschaftswissenschaften (Kelley School of Business)

## Zahlen zu den Studierenden und den Dozenten
Im Herbst 2021 waren 27.690 Studierende an der IUPUI eingeschrieben. Davon strebten 19.197 (69,3 %) ihren ersten Studienabschluss an, sie waren also undergraduates. Von diesen waren 59 % weiblich und 41 % männlich; 6 % bezeichneten sich als asiatisch, 10 % als schwarz/afroamerikanisch, 12 % als Hispanic/Latino und 63 % als weiß. 8.493 (30,7 %) arbeiteten auf einen weiteren Abschluss hin, sie waren graduates. Es lehrten 4.053 Dozenten an der Universität, davon 2.693 in Vollzeit und 1.360 in Teilzeit.
2006 waren 29.933 Studierende eingeschrieben, 2008 waren es 30.300.

## Sport
Die Sportteams der IUPUI trug den Namen IUPUI Jaguars. Die Hochschule war Mitglied in der Horizon League (NCAA Division I). Nach der Spaltung der IUPUI im Juli 2024 wurde das Sportprogramm von der IU Indianapolis übernommen. Die ehemaligen IUPUI-Teams sind jetzt als IU Indy Jaguars bekannt und bleiben Mitglieder der Horizon League.

## Persönlichkeiten
- Daniel Coats (* 1943) – ehemaliger Abgeordneter im Senat und Repräsentantenhaus, Botschafter der USA in Deutschland 2001–2005
- George Hill (* 1986) – Basketballspieler
- Dan Quayle (* 1947) – Vizepräsident 1989–1993 (unter George H. W. Bush)